# Pico de la Centenera
El pico de la Centenera es una montaña del Sistema Central español situada en la vertiente sur de la sierra de Ayllón, entre los términos municipales de Tortuero, Campillo de Ranas (ambos en Guadalajara) y Puebla de la Sierra (Madrid).

## Orografía
Tiene una altitud de 1809 m y tiene como subsidiarios otras elevaciones menores distribuidas en tres cordales: uno hacia el noroeste, otro hacia el este, donde se encuentra el Cabeza del Cardo, con 1613 m de altitud, y  un tercero hacia el suroeste, hasta el collado de la Mujer, con 1703 m s. n. m.

## Hidrografía
En su vertiente noreste, cerca de La Vereda, en el municipio de Campillo de Ranas, nace el arroyo de las Cabañas, que lleva sus aguas al arroyo Vallosera, el cual desemboca en el río Jarama. En esta vertiente se encuentran los llamados Cerritos, conformando la garganta del Camporonal y la garganta de Mostajo, así como el Lomo Gordo y la loma de los Perdigones. En la vertiente sureste nace el arroyo del Hondo, que desemboca también en el Jarama, y en la vertiente oeste lo hace el arroyo del Portiyo, que desemboca en el río de la Puebla, afluente a su vez del río Lozoya.

## Cartografía
- Hojas 459-III y 485-I a escala 1:25000 del Instituto Geográfico Nacional.

- Datos: Q6075100